# فوز كبير
الفوز كبير: الإقناع في عالم لا تهم فيه الحقائق، كتاب غير خيالي نشر عام 2017 من تأليف سكوت ادامز، وهو أيضا مؤلف كتاب ديلبرت يعرض الكتاب نظرية ادمز بأن فوز دونالد ترامب في الانتخابات الرئسية لعام 2016 كان بسبب كون ترامب (خبير اقناع) حيث يتمتعبفهم عميق للإقناع والعقل البشري.
في عام 2015، توقع آدامز فوز ترامب الانتخابات. استشهد آدامز لاحقًا بأبحاثه في مجال الإقناع كأساس لتوقعه. كتب كتاب Win Bigly لتحليل تكتيكات ترامب وتقديم إرشادات لتحسين مهارات التواصل لدى القراء. حيث يصف الأشخاص (مثل ترامب)، الذين يتمتعون بقدر عالي من الماهرون في إقناع المستمعين بأنهم «مقنعون بارعون». ويفترض أنه عند مناقشة قضية ما تكون الحقائق مهمة فقط عندما تؤثر على المستوى العاطفي.

## استقبال
وصفت فلوريدا توداي الموضوع بأنه «شيء ذو قيمة كبيرة في بيئة اليوم المشبعة بوسائل الإعلام والتواصل الاجتماعي»،  واعتقدت دار النشر الأسبوعية أن Win Bigly «سهل القراءة للغاية» ويتم التعامل بماهرة عالية وروح الدعابة. ومع ذلك، وجدت بوليتيكو أن الكتاب عبارة عن «حجرة خالية من الأوكسجين يتم نقلها عبر أنبوب إعلاني للرئيس». كان Win Bigly من اعلى الكتب مبيعًا ولفت الانتباه بشكل كبير، مما دفع فوربس إلى التكهن بأن آدامز كان يستغل الفرصة التي قدمها ترامب للمحافظه على مهنته في ظل تراجع مجال صناعة الصحف 